# Трансјугуларни портосистемски интрахепатични шант
Трансјугуларни интрахепатични портосистемски шант (ТИПССШ ) је вештачки канал унутар јетре који успоставља комуникацију између улазне порталне вене и излазне јетрене вене. Користи се за лечење порталне хипертензије (која је често последица цирозе јетре) са учесталим крварењима у цревима, по живот опасног крварења једњака (варикозе једњака ) и накупљања течности у абдомену (асцитес).
Интервентни радиолог креира шант користећи ендоваскуларни приступ (преко крвних судова ) вођен сликом, са југуларном веном као уобичајеним местом уласка.

## Историја
Иако је ТИПССШ први описао Јозеф Реш 1969. године са Универзитету здравља и науке у Орегону, она је први пут примењена на пацијенту од стране др Роналд Колапинта, са Универзитета у Торонту, 1982. године. Међутим ТИПССШ није постала  репродуктивно успешан све док није дошло до развоја ендоваскуларних стентова 1985. године. Године 1988. први успешан ТИПССШ реализовали су М. Росле, ГМ Рихтер и Г. Ноазл са Универзитета Алберт Лудвигс.  Ова процедура је од тада постала широко прихваћена као пожељна метода за лечење порталне хипертензије која је отпорна на медицинску терапију, замењујући хируршки портакавални шант.

## Индикације
ТИПС је спасоносна процедура код крварења из варикозитета једњака или желуца. Насумична студија је показала да је преживљавање боље ако се поступак уради у року од 72 сата након крварења.  ТИПССШ се показала и као обећајућа метода за пацијентее са хепатореналним синдромом, и као помоћна метода код асцита. 

## Ограничења за ТИПССШ
Пацијенти са узнапредовалим обољењем јетре су у већем ризику од погоршања отказивања јетре након ТИПССШ. Ако је отказивање јетре озбиљно, ТИПССШ се можда неће препоручити и можда ће бити потребна другачија процедура за контролу симптома. Пацијенти са тешким обољењем јетре такође су изложени ризику од енцефалопатије, што је промена нормалне функције мозга која може довести до конфузије због накупљања токсичних супстанци у крвотоку које обично уклања јетра. Енцефалопатија се може лечити одређеним лековима и посебном исхраном. У неким случајевима стент мора бити намерно блокиран да би се решио овај проблем.
Иако изузетно ретко, деци такође може бити потребна ТИПССШ процедура. Код деце ТИПССШ се чешће примењују пре трансплантације јетре, као и код оних са асцитесом или крварењем из варикозитета који су отпорни на традиционалне медицинске третмане. Највећа разлика у извођењу ТИПССШ код деце је њихова огромна варијабилност у величини, физиологији и медицинским болестима. Ово може довести до значајних изазова у креирању ТИПССШ.

## Компликације
Тешке процедуралне компликације током ТИПССШ које укључују опасно крварење или директну повреду јетре, и релативно ретке (јер је у рукама искусног лекара, оперативни морталитет је мањи од 1%). С друге стране, до 25% пацијената који се подвргну ТИПССШ ће доживети пролазну постоперативну хепатичну енцефалопатију узроковану повећаним портосистемским пролазом азота из црева.
Мање уобичајена, али озбиљнија компликација је исхемија јетре која узрокује акутну инсуфицијенцију јетре. Док су здраве јетре претежно оксигенисане доводом крви кроз портални систем, дуготрајна портална хипертензија доводи до компензаторне хипертрофије и повећаног ослањања на хепатичну артерију за оксигенацију. Према томе, код пацијената са узнапредовалом болешћу јетре, уклањање крви из из хепатоцита обично се добро толерише. Међутим, у неким случајевима изненадно скретање протока крви кроз портални систем из јетре може довести до акутне инсуфицијенције јетре као последица исхемије јетре.  Акутна дисфункција јетре након ТИПССШ може захтевати хитно затварање шанта. 
Ретка, али озбиљна компликација је упорна ТИПССШ инфекција, позната и као ендотипситис. 
На крају, ТИПССШ може бити блокиран крвним угрушком или урастањем ендотелних ћелија, и тада ТИПССШ више не функционише. Ово је значајно смањено употребом стентова прекривених политетрафлуороетиленом.. 

## Механизам деловања
Портална хипертензија, као важна последица обољења јетре, резултује развојем значајне колатералне циркулације између порталног система и системске венске дренаже (порто-кавална циркулација). Портална венска конгестија доводи до тога да се венска крв која напушта желудац и црева преусмерава помоћним путевима мањег отпора како би се одвела у системску циркулацију. Временом, мали крвни судови који чине колатерални пут за порто-кавалну циркулацију постају препуњени и проширени. Ови крвни судови су крхки и често крваре у ГИ тракт. 
ТИПССШ процедура смањује ефективни васкуларни отпор јетре кроз стварање алтернативног пута за циркулацију порталне вене. Стварањем шанта од порталне вене до хепатичне вене, ова интервенција омогућава порталној крви алтернативни пут за дренирање у системску циркулацију. У заобилажењу јетре отпорне на проток, нето резултат је смањен пад притиска у јетри и смањени портни венски притисак. Смањен притисак порталне вене заузврат смањује конгестивни притисак дуж вена у цревима, тако да је мања вероватноћа да ће доћи до будућег крварења. Смањен притисак такође доводи до мањег накупљања течности, иако ће за ову корист бити потребне недеље или месеци

## Имплантација
Трансјугуларне интрахепатичне портосистемске шантове обично поставља интервентни радиолог под флуороскопским надзором.  Приступ јетри се добија, као што сам назив каже трансјугуларно, преко унутрашње југуларне вене на врату. Једном када се потврди приступ југуларној вени, типично се постављају жица водич и уводни омотач да би се олакшало постављање шанта. Ово омогућава интервентном радиологу да добије приступ пацијентовој хепатичној вени путујући из горње шупље вене у доњу шупљу вену и коначно у хепатичну вену.
Када се катетер нађе у хепатичкој вени, добија се клинасти притисак да би се израчунао градијент притиска у јетри. Након тога, угљен-диоксид се убризгава да би се лоцирала портална вена. Затим, специјална игла напредује кроз паренхим јетре да повеже хепатичну вену са великом порталном веном , близу центра јетре. Канал за шант се затим ствара надувавањем балона за ангиопластику унутар јетре дуж тракта створеног иглом. Шант се завршава постављањем посебне мрежасте цеви познате као стент или ендографт за одржавање тракта између порталне вене високог притиска и хепатичне вене нижег притиска. Након процедуре, праве се флуороскопски снимци који показују положај шанта. Често се мери и притисак у порталној вени и доњој шупљој вени.